# Grivița (cartier)
Grivița este un cartier situat în sectorul 1 al Bucureștiului. Înainte de 1920 se numea Comuna Băneasa.